# Crljeni
Crljeni är en förstörd befolkad plats i Bosnien och Hercegovina. Den ligger i entiteten Federationen Bosnien och Hercegovina, i den västra delen av landet, 140 km nordväst om huvudstaden Sarajevo. Crljeni ligger 557 meter över havet och antalet invånare är 316.
Terrängen runt Crljeni är kuperad.Närmaste större samhälle är Ključ, 7,7 km sydväst om Crljeni.
Omgivningarna runt Crljeni är en mosaik av jordbruksmark och naturlig växtlighet. Runt Crljeni är det ganska tätbefolkat, med 67 invånare per kvadratkilometer.